# Naumovozyma dairenensis
Naumovozyma dairenensis är en svampart som först beskrevs av H. Nagan., och fick sitt nu gällande namn av Kurtzman 2008. Naumovozyma dairenensis ingår i släktet Naumovozyma och familjen Saccharomycetaceae.   Inga underarter finns listade i Catalogue of Life.